# Liste du patrimoine immobilier classé de Vielsalm
Cette page regroupe l'ensemble du patrimoine immobilier classé de la commune belge de Vielsalm.
| Objet | Année de construction / Architecte | Adresse                           | Section communale | Coordonnées                      | Numéro d’inventaire | Illustration |
| --- | ---------------------------------- | --------------------------------- | ----------------- | -------------------------------- | ------------------- | --- |
| Ancienne forteresse des comtes de Salm et ses abords                                                                          |                                    | Salmchâteau, rue du Vieux Château |                   | 50° 16′ 07″ nord, 5° 54′ 20″ est | 82032-CLT-0001-01   | Château des comtes de Salm et abords                                                                                          |
| Immeuble à Burtonville (Ferme de Burtonville)                                                                                 |                                    | Burtonville, 33                   |                   | 50° 17′ 01″ nord, 5° 57′ 59″ est | 82032-CLT-0002-01   | Immeuble à Burtonville (Ferme de Burtonville)                                                                                 |
| Fange du Grand Passage (+ HOUFFALIZE/Les Tailles)                                                                             |                                    |                                   |                   | 50° 13′ 57″ nord, 5° 44′ 54″ est | 82032-CLT-0003-01   | Image manquanteTéléverser |
| Carrières de coticule sises au lieu-dit Les Minières                                                                          |                                    |                                   |                   | 50° 14′ 53″ nord, 5° 48′ 55″ est | 82032-CLT-0004-01   | Image manquanteTéléverser |
| Ensemble formé par la carrière du Renard                                                                                      |                                    | Cahay                             |                   | 50° 16′ 28″ nord, 5° 55′ 26″ est | 82032-CLT-0005-01   | Carrière du Renard |
| Construction rurale (ferme)                                                                                                   |                                    | Rue Rocher de Hourt, 6            |                   | 50° 19′ 08″ nord, 5° 54′ 31″ est | 82032-CLT-0006-01   | Image manquanteTéléverser |
| Château de Commanster (ancienne Maison Merget) : façades, toitures et intérieur de la partie gauche et porche d'entrée        |                                    | Commanster, 14-15                 |                   | 50° 15′ 09″ nord, 6° 00′ 01″ est | 82032-CLT-0014-01   | Château de Commanster |
| Ferme Gesnot, n°18 (M) et ensemble formé par cet édifice et les abords (S)                                                    |                                    | Provedroux n°18                   |                   | 50° 15′ 08″ nord, 5° 53′ 54″ est | 82032-CLT-0015-01   | Ferme Gesnot, n°18 (M) et ensemble formé par cet édifice et les abords (S)                                                    |
| Château-ferme Flamang (façades et toitures), n°25 (M) et ensemble formé par ce château-ferme et le domaine qui l'entoure (S). |                                    | Provedroux n°25                   |                   | 50° 15′ 06″ nord, 5° 53′ 48″ est | 82032-CLT-0017-01   | Château-ferme Flamang (façades et toitures), n°25 (M) et ensemble formé par ce château-ferme et le domaine qui l'entoure (S). |
| Maison : façade à rue, toiture et revêtement d'ardoises du sommet du pignon sud                                               |                                    | Rue Général Jacques, 14           |                   | 50° 17′ 11″ nord, 5° 54′ 59″ est | 82032-CLT-0020-01   | Maison à Vielsalm : pignon sud                                                                                                |
| Maison : façade à rue, toiture, pignon nord et portail                                                                        |                                    | Rue Général Jacques, 14           |                   | 50° 17′ 12″ nord, 5° 54′ 59″ est | 82032-CLT-0021-01   | Maison à Vielsalm : pignon nord et portail                                                                                    |
| Maison : façade arrière y compris la tour d'escalier extérieur                                                                |                                    | Rue Général Jacques, 14           |                   | 50° 17′ 12″ nord, 5° 54′ 59″ est | 82032-CLT-0022-01   | Maison à Vielsalm : façade arrière                                                                                            |
| Croix vicinale à Joubiéval, à l'angle de la route d'Ottré, à gauche du n°43                                                   |                                    |                                   |                   | 50° 15′ 33″ nord, 5° 50′ 54″ est | 82032-CLT-0025-01   | Croix vicinale à Joubiéval, à l'angle de la route d'Ottré, à gauche du n°43                                                   |
| Croix vicinale sise à Fraiture, devant le n°23                                                                                |                                    |                                   |                   | 50° 15′ 32″ nord, 5° 45′ 10″ est | 82032-CLT-0027-01   | Croix vicinale sise à Fraiture, devant le n°23                                                                                |
| Partie orientale de la vallée du Glain entre Vielsalm et Salmchâteau, dite la Fosse roulette                                  |                                    |                                   |                   | 50° 16′ 20″ nord, 5° 54′ 27″ est | 82032-CLT-0028-01   | La Fosse roulette : partie orientale de la vallée du Glain entre Vielsalm et Salmchâteau                                      |
| La fange du Grand Passage (+ HOUFFALIZE/Les Tailles)                                                                          |                                    |                                   |                   | 50° 13′ 57″ nord, 5° 44′ 54″ est | 82032-PEX-0001-01   | Image manquanteTéléverser |